# Роланд Адонц
Роланд Мушегович Адонц (вірм. Ռոլանդ Ադոնց; 5 грудня 1940, Єреван, Вірменська РСР — 23 лютого 2015, Єреван, Вірменія) — вірменський державний та господарський діяч. Кавалер Ордена Дружби народів (1989).

## Життєпис
Роланд Адонц народився 5 грудня 1940 року в Єревані (Вірменська РСР).
У 1962 році закінчив Єреванський політехнічний інститут за спеціальністю «теплопостачання та вентиляція».
З 1960 до 1961 року працював диспетчером по експлуатації газового господарства Головгаз Вірменської РСР.
У 1966—1986 роках працював інженером, старшим інженером Управління держтехнагляду Вірменської РСР, начальником диспетчерської служби, начальником ПТО, головним інженером управління «Вірменорггазналадка», заступником начальника ШЕУ, начальником ЦЮ, директором ВО «Вірменпідземметалзахист».
З 1986 до 1998 року був головним інженером та заступником генерального директора, потім генеральним директором ВО «Вірменгазпром».
У 1998—2001 роках — голова правління та генеральний директор ЗАТ «Вірменросгазпром».

## Звання та нагороди
- Орден Дружби народів (1989)
- Дійсний член Російської академії природничих наук (2001)